# 547 TCN
547 TCN là một năm trong lịch La Mã.